# Белшер
Белшер (каз. Белшер) — село в Иргизском районе Актюбинской области Казахстана. Входит в состав Нуринского сельского округа. Находится примерно в 76 км к востоку-северо-востоку (ENE) от села Иргиз, административного центра района. Код КАТО — 156843200.

## Население
В 1999 году население села составляло 317 человек (158 мужчин и 159 женщин). По данным переписи 2009 года, в селе проживало 192 человека (89 мужчины и 103 женщины).